# Trani Cup 2002
Il Trani Cup 2002 è stato un torneo di tennis facente parte della categoria ATP Challenger Series nell'ambito dell'ATP Challenger Series 2002. Il torneo si è giocato a Trani in Italia dal 5 all'11 agosto 2002 su campi in terra rossa.

## Vincitori

### Singolare
Mariano Delfino ha battuto in finale  Jiří Vaněk con il punteggio di 6–4, 7–6(6)

### Doppio
Roberto Álvarez /  Mariano Delfino hanno battuto in finale  Francisco Cabello /  Francisco Costa con il punteggio di 4–6, 6–4, 6–2